# Olympische Sommerspiele 1936/Leichtathletik – 100 m (Frauen)
Der 100-Meter-Lauf der Frauen bei den Olympischen Spielen 1936 in Berlin wurde am 3. und 4. August 1936 im Olympiastadion Berlin ausgetragen. Dreißig Athletinnen nahmen teil.
Olympiasiegerin wurde die US-Amerikanerin Helen Stephens vor der Polin Stanisława Walasiewicz. Bronze gewann die Deutsche Käthe Krauß.

## Bestehende Rekorde
| Weltrekord         | 11,6 s | Helen Stephens ( Vereinigte Staaten) | Kansas City, USA               | 8. Juni 1935   |
| Olympischer Rekord | 11,9 s | Stanisława Walasiewicz ( Polen)      | Vorlauf OS Los Angeles, USA    | 1. August 1932 |
| Olympischer Rekord | 11,9 s | Stanisława Walasiewicz ( Polen)      | Halbfinale OS Los Angeles, USA | 1. August 1932 |
| Olympischer Rekord | 11,9 s | Stanisława Walasiewicz ( Polen)      | Finale OS Los Angeles, USA     | 2. August 1932 |
| Olympischer Rekord | 11,9 s | Hilda Strike ( Kanada)               | Finale OS Los Angeles, USA     | 2. August 1932 |

Es gab hier in Berlin zwar mehrere Rennen, in denen die Zeiten unter dem bestehenden olympischen Rekord und auch unter dem Weltrekord lagen. Alle diese Zeiten wurden jedoch von zu starkem Wind unterstützt und konnten deshalb nicht in Rekord- oder Bestenlisten aufgenommen werden. Somit hatte der bestehende olympische Rekord von 1932 weiter Bestand.

## Intersexualität bei Frauenwettbewerben
Auch 1936 war die Problematik der Intersexualität bei Frauenwettbewerben bereits durchaus aktuell. Im Hochsprung belegte Heinrich Ratjen, angetreten als Frau unter dem Namen Dora Ratjen, zunächst den vierten Platz. Zwei Jahre darauf wurden offiziell alle ihre/seine Resultate annulliert, nachdem sich herausgestellt hatte, dass Heinrich Ratjen ein Mann war.
Auch im Rennen über 100 Meter stellte sich die Frage nach der Geschlechterrolle. Betroffen war Stanisława Walasiewicz, 1932 Olympiasiegerin und hier in Berlin Silbermedaillengewinnerin. Sie wurde 1980 in Cleveland bei einem Raubüberfall, in den sie zufällig hineingeraten war, erschossen. Die nachfolgende Obduktion ergab, dass sie männliche Geschlechtsorgane hatte und sie intersexuell war. Dies hatte jedoch keine offiziellen Auswirkungen auf ihre sportlichen Resultate.

## Durchführung des Wettbewerbs
Die Starterinnen traten am 3. August zu sechs Vorläufen an. Die jeweils zwei besten Athletinnen – hellblau unterlegt – qualifizierten sich für das Halbfinale am selben Tag. Aus den beiden Vorentscheidungen kamen die jeweils besten drei Läuferinnen – wiederum hellblau unterlegt – in das Finale am 4. August.

## Vorläufe
3. August 1936, 16:00 Uhr

Wetterbedingungen: bedeckt, 20 °C, Rückenwind bei 2,9 m/s

Es sind nicht alle Zeiten überliefert.

### Vorlauf 1
| Platz | Name            | Nation             | Zeit   | Anmerkung |
| ----- | --------------- | ------------------ | ------ | --------- |
| 1     | Emmy Albus      | Deutsches Reich    | 12,4 s |           |
| 2     | Johanna Vancura | Österreich         | 12,5 s |           |
| 3     | Hilda Cameron   | Kanada             | 12,7 s |           |
| 4     | Harriet Bland   | Vereinigte Staaten | k. A.  |           |
| 5     | Raili Halttu    | Finnland           | k. A.  |           |

### Vorlauf 2
| Platz | Name            | Nation             | Zeit   | Anmerkung                                        |
| ----- | --------------- | ------------------ | ------ | ------------------------------------------------ |
| 1     | Helen Stephens  | Vereinigte Staaten | 11,4 s | WR wegen zu starken Rückenwindes nicht anerkannt |
| 2     | Jeanette Dolson | Kanada             | 12,3 s |                                                  |
| 3     | Grete Neumann   | Österreich         | 12,9 s |                                                  |
| 4     | Etsuko Komiya   | Japan              | k. A.  |                                                  |
| 5     | Flora Hofman    | Jugoslawien        | k. A.  |                                                  |

### Vorlauf 3
| Platz | Name                   | Nation      | Zeit   | Anmerkung |
| ----- | ---------------------- | ----------- | ------ | --------- |
| 1     | Stanisława Walasiewicz | Polen       | 12,5 s |           |
| 2     | Rauni Essman           | Finnland    | 12,8 s |           |
| 3     | Elisabeth Koning       | Niederlande | 12,9 s |           |
| 4     | Marguerite Perrou      | Frankreich  | k. A.  |           |
| 5     | Li Sen                 | China       | k. A.  |           |

### Vorlauf 4
| Platz | Name              | Nation                 | Zeit   | Anmerkung |
| ----- | ----------------- | ---------------------- | ------ | --------- |
| 1     | Eileen Hiscock    | Vereinigtes Königreich | 12,6 s |           |
| 2     | Annette Rogers    | Vereinigte Staaten     | 12,8 s |           |
| 3     | Alida de Vries    | Niederlande            | 13,0 s |           |
| 4     | Charlotte Machmer | Österreich             | k. A.  |           |
| 5     | Ebba From         | Finnland               | k. A.  |           |

### Vorlauf 5

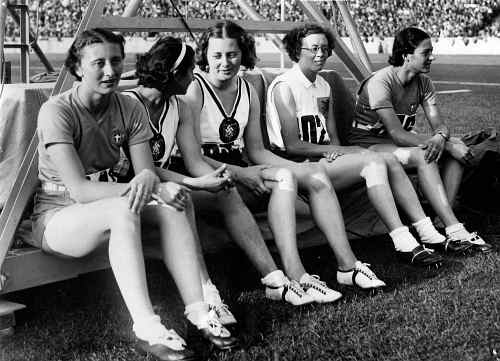
Claudia Testoni (hier ganz rechts als Finalistin über 80 Meter Hürden, wo sie Vierte wurde) – ausgeschieden als Fünfte des fünften Vorlaufs

| Platz | Name            | Nation                 | Zeit   | Anmerkung |
| ----- | --------------- | ---------------------- | ------ | --------- |
| 1     | Käthe Krauß     | Deutsches Reich        | 12,1 s |           |
| 2     | Aileen Meagher  | Kanada                 | 12,4 s |           |
| 3     | Audrey Brown    | Vereinigtes Königreich | 12,6 s |           |
| 4     | Vera Romanić    | Jugoslawien            | k. A.  |           |
| 5     | Claudia Testoni | Italien                | k. A.  |           |

### Vorlauf 6
| Platz | Name                        | Nation                 | Zeit   | Anmerkung |
| ----- | --------------------------- | ---------------------- | ------ | --------- |
| 1     | Marie Dollinger             | Deutsches Reich        | 12,0 s |           |
| 2     | Barbara Burke               | Vereinigtes Königreich | 12,4 s |           |
| 3     | Domnitsa Lanitou-Kavounidou | Griechenland           | 12,8 s |           |
| 4     | Yvonne Mabille              | Frankreich             | k. A.  |           |
| 5     | Raquel Martínez             | Chile                  | k. A.  |           |

## Halbfinale

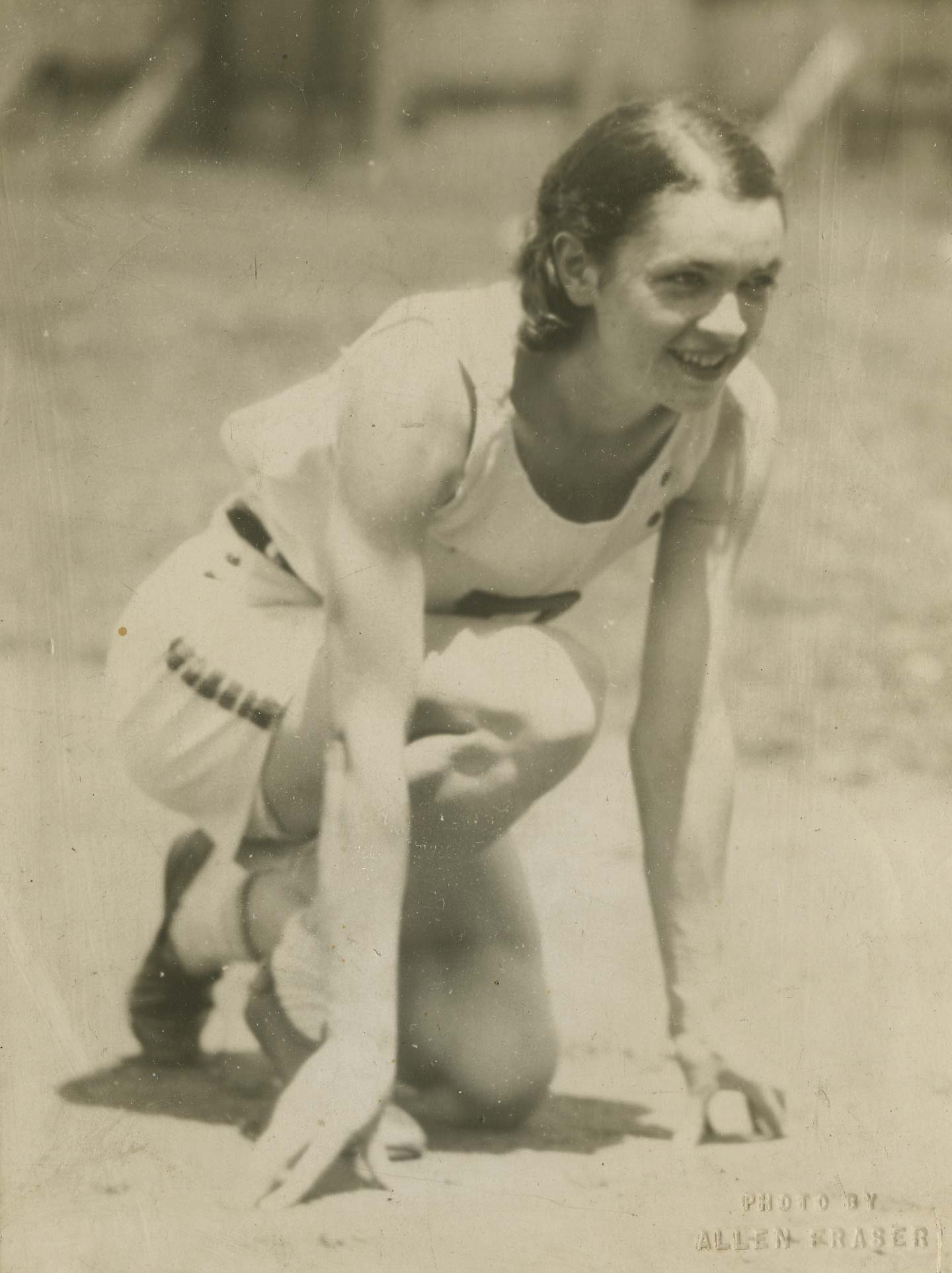
Aileen Meagher – ausgeschieden als Fünfte des ersten Halbfinals
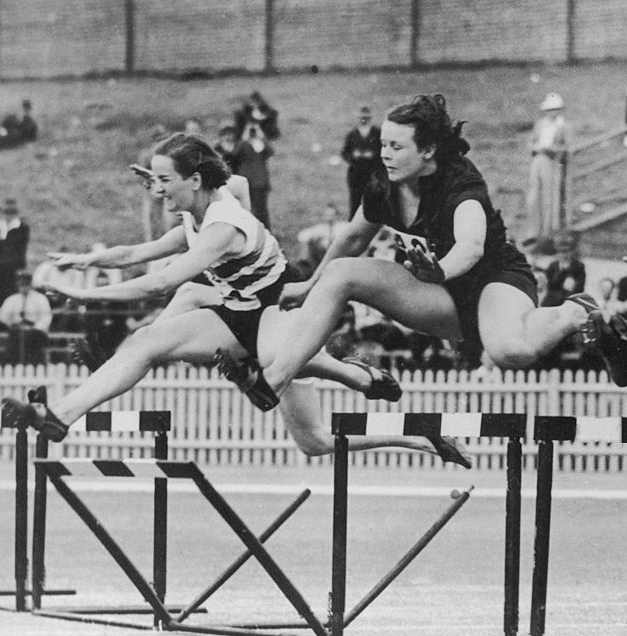
Barbara Burke (rechts bei einem Hürdenlauf) – ausgeschieden als Vierte des zweiten Halbfinals

3. August 1936, 17:30 Uhr

Wetterbedingungen: bedeckt, 19 °C, Rückenwind bei ca. 2,4 m/s

Es sind nicht alle Zeiten überliefert.

### Lauf 1
| Platz | Name            | Nation                 | Zeit   | Anmerkung                      |
| ----- | --------------- | ---------------------- | ------ | ------------------------------ |
| 1     | Helen Stephens  | Vereinigte Staaten     | 11,5 s | kein WR, zu starker Rückenwind |
| 2     | Käthe Krauß     | Deutsches Reich        | 11,9 s |                                |
| 3     | Emmy Albus      | Deutsches Reich        | 12,2 s |                                |
| 4     | Eileen Hiscock  | Vereinigtes Königreich | k. A.  |                                |
| 5     | Aileen Meagher  | Kanada                 | k. A.  |                                |
| 6     | Johanna Vancura | Österreich             | k. A.  |                                |

### Lauf 2
| Platz | Name                   | Nation                 | Zeit   | Anmerkung |
| ----- | ---------------------- | ---------------------- | ------ | --------- |
| 1     | Marie Dollinger        | Deutsches Reich        | 12,0 s |           |
| 2     | Stanisława Walasiewicz | Polen                  | 12,0 s |           |
| 3     | Annette Rogers         | Vereinigte Staaten     | 12,1 s |           |
| 4     | Barbara Burke          | Vereinigtes Königreich | 12,2 s |           |
| 5     | Jeanette Dolson        | Kanada                 | k. A.  |           |
| 6     | Rauni Essman           | Finnland               | k. A.  |           |

## Finale
4. August 1936, 16:00 Uhr

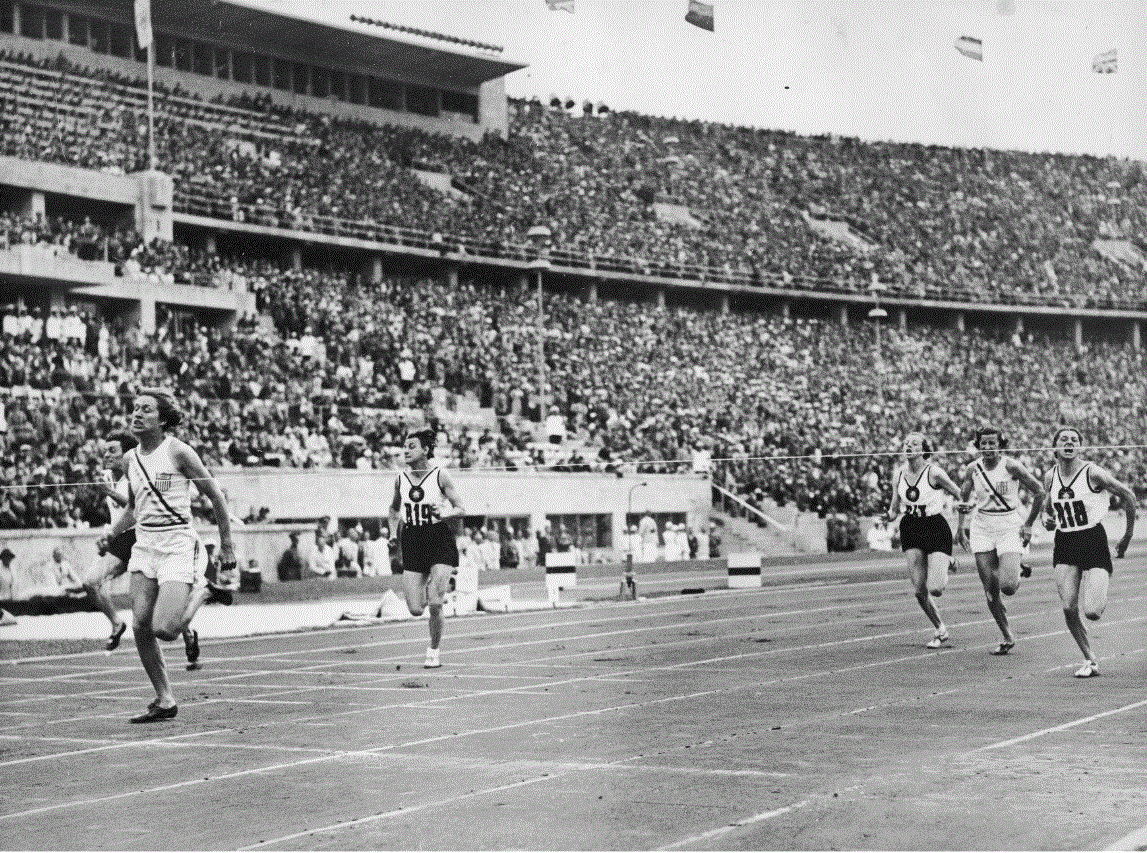
Finaleinlauf über 100 Meter (v. l. n. r.): Stanisława Walasiewicz (etwas verdeckt), Helen Stephens, Käthe Krauß, Emmy Albus, Annette Rogers, Marie Dollinger

Wetterbedingungen: bedeckt, 17,5 °C, Rückenwind bei ca. 3,5 m/s
| Platz | Name                   | Nation             | Zeit   | Anmerkung                                                             |
| ----- | ---------------------- | ------------------ | ------ | --------------------------------------------------------------------- |
| 1     | Helen Stephens         | Vereinigte Staaten | 11,5 s | Die Zeiten waren wegen zu starken Rückenwindes nicht bestenlistenreif |
| 2     | Stanisława Walasiewicz | Polen              | 11,7 s | Die Zeiten waren wegen zu starken Rückenwindes nicht bestenlistenreif |
| 3     | Käthe Krauß            | Deutsches Reich    | 11,9 s | Die Zeiten waren wegen zu starken Rückenwindes nicht bestenlistenreif |
| 4     | Marie Dollinger        | Deutsches Reich    | 12,0 s | Die Zeiten waren wegen zu starken Rückenwindes nicht bestenlistenreif |
| 5     | Annette Rogers         | Vereinigte Staaten | 12,2 s | Die Zeiten waren wegen zu starken Rückenwindes nicht bestenlistenreif |
| 6     | Emmy Albus             | Deutsches Reich    | 12,3 s | Die Zeiten waren wegen zu starken Rückenwindes nicht bestenlistenreif |

Helen Stephens war im Vor- und Zwischenlauf bereits 11,4 s und 11,5 s gelaufen, all diese Zeiten konnten jedoch wegen zu starken Rückenwindes nicht anerkannt werden. Das galt auch für die hervorragenden Zeiten der Endlaufteilnehmerinnen.
Im Finale war die hohe Favoritin Stephens sofort deutlich vorne und gewann das Rennen mit klarem Vorsprung. Dahinter kämpften Stanisława Walasiewicz, Olympiasiegerin von 1932, und Käthe Krauß bis zur 80-Meter-Marke um die Silbermedaille, die Walasiewicz sich dann eindeutig vor Krauß sicherte.
Helen Stephens verlor in ihrer kurzen zweijährigen Laufbahn kein einziges 100-Meter-Rennen.

Käthe Krauß gewann die erste deutsche Medaille über 100 Meter.

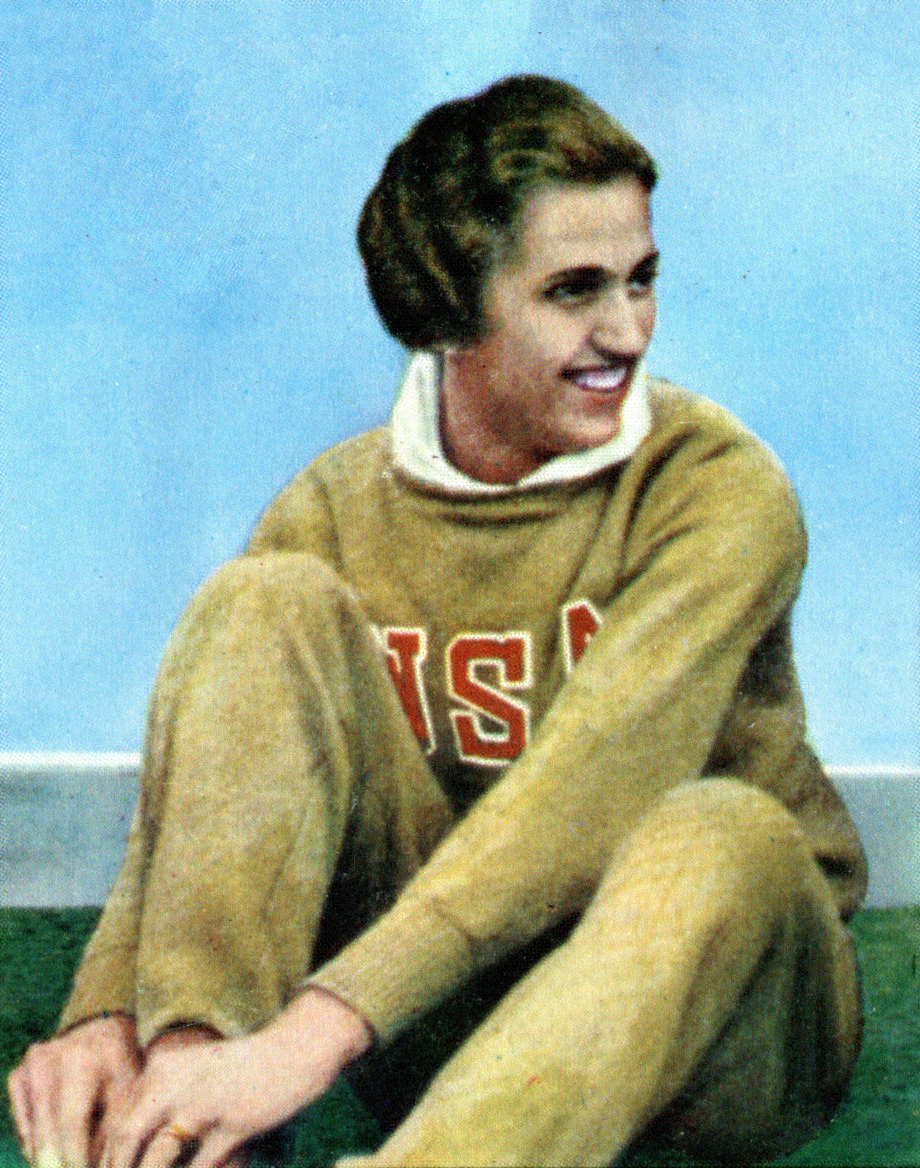
Olympiasiegerin Helen Stephens
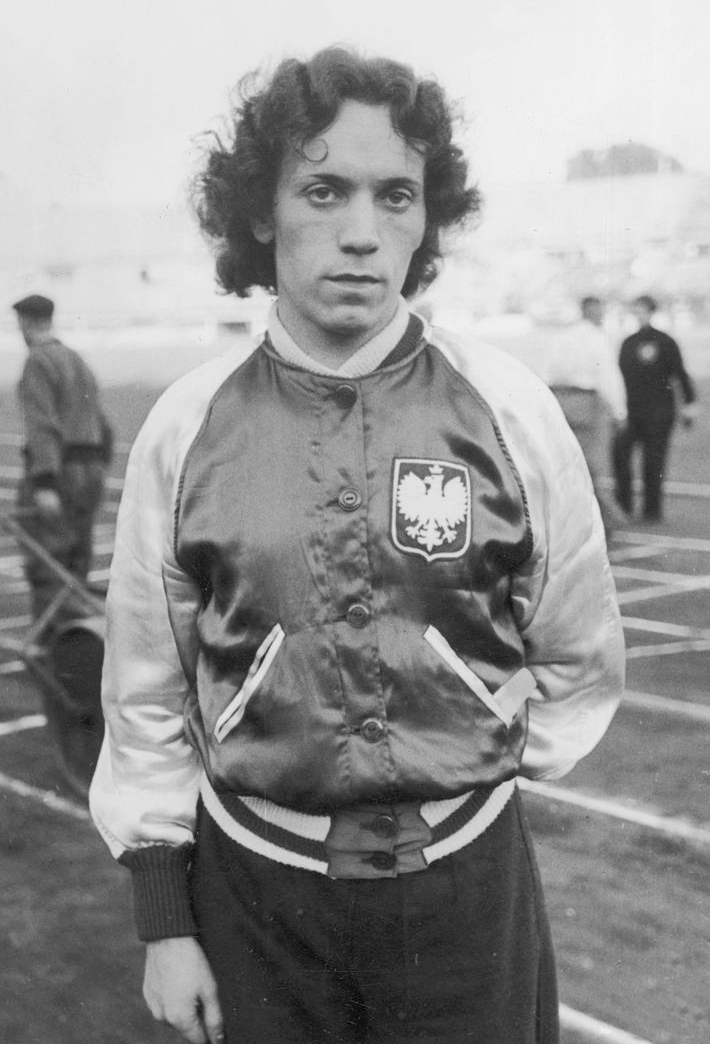
Die Olympiasiegerin von 1932 Stanisława Walasiewicz gewann Silber
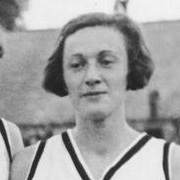
Bronzemedaillengewinnerin Käthe Krauß

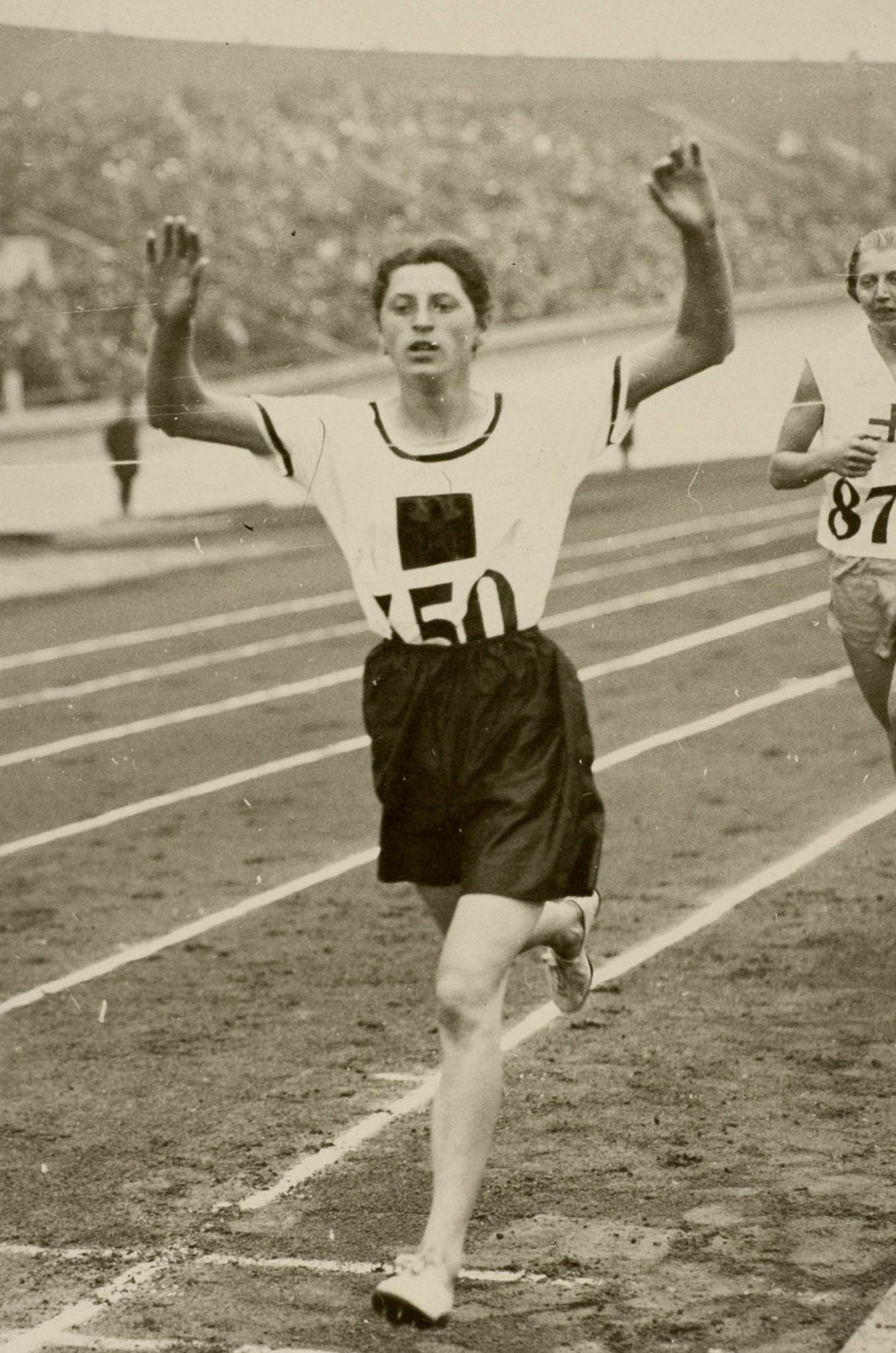
Bei ihrer dritten Teilnahme an Olympischen Spielen wurde Marie Dollinger wie vier Jahre zuvor Vierte – 1928 hatte sie über 800 Meter Rang sieben belegt
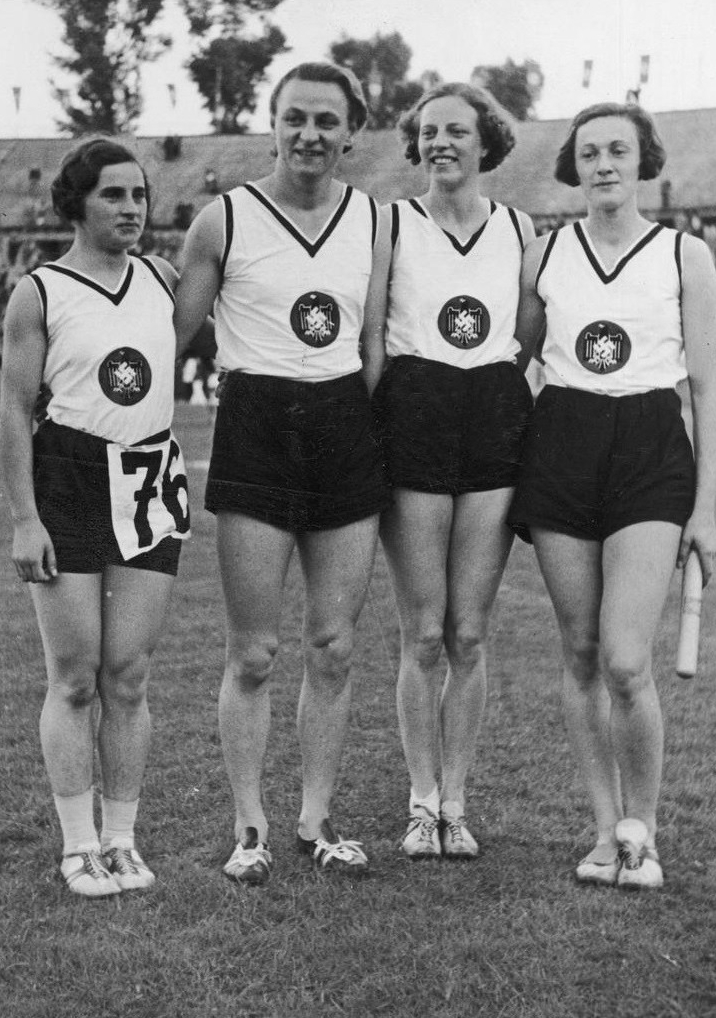
Emmy Albus (Zweite von rechts) kam auf den sechsten Platz

## Videolinks
- Berlin 1936 - Olympics - Olympia - Stadium - Athletics compilation1 - Leichtathletik1, Bereich ab 1:48 min, youtube.com, abgerufen am 18. Juli 2021
- Berlin 1936 - Olympics - Olympia - Athletics - Leichtathletik - Footage 3, Bereich 4:43 min bis 5:17 min, youtube.com, abgerufen am 18. Juli 2021